# Гриффит, Дон
Дональд Элтон «Дон» Гриффит (англ. Donald Alton "Don" Griffith) (3 февраля 1918 – 9 февраля 1987) — американский арт-директор и художник по макетам анимационной студии — Walt Disney Animation Studios, проработавший в ней почти пятьдесят лет, а также много лет занимавший должность её главы отдела по макетам.

## Биография
Дональд Элтон Гриффит родился 3 февраля 1918 года в Бьютте, штат Монтана, и переехал с матерью, братом и сёстрами в Голливуд, когда был маленьким мальчиком, после смерти отца. Его мать управляла пансионом в Голливуде.
Дон Гриффит начал работать в Walt Disney Animation Studios в 1937 году, в возрасте 19 лет, и начинал как контуровщик, но постепенно перешёл к работе над фонами заднего плана и макетами. Одним из его первых назначений, была работа ассистентом Кена Андерсона, во время производства мультфильма 1940 года «Пиноккио». После начала Второй мировой войны, Гриффит вступил в торговый флот.
После войны, Дон Гриффит вернулся в студию Disney, где работал художником по макетам в таких полнометражных мультфильмов Disney, как «Время мелодий» 1948 года, «Золушка» 1950 года, «Алиса в Стране чудес» 1951 года, «Леди и Бродяга» 1955 года, «101 далматинец» 1961 года, «Приключения Винни» и «Спасатели» (оба 1977 года) и «Лис и пёс» 1981 года.
Дон Гриффит также работал арт-директором для «Спасателей» и «Лиса и пса», а также для «Робина Гуда» 1973 года, «Рождественской истории Микки» 1983 года и «Чёрного котла» 1985 года; над последним он работал до своего ухода из студии.
Когда Уолт Дисней открыл Калифорнийский институт искусств, Дон Гриффит преподавал там рисование в первые несколько лет существования школы. Он ушёл из Walt Disney Animation Studios в 1984 году, работая над двумя мультсериалами от Disney Television Animation: «Ваззлы» и «Приключения мишек Гамми» (оба 1985 года).
Дональд Элтон Гриффит умер 9 февраля 1987 года от почечной недостаточности в Бербанке, штат Калифорния, через шесть дней после своего 69-го дня рождения.

## Фильмография
- Пиноккио (1940)
- Неприятности из-за кости (1940)
- Победа через мощь в воздухе (1943)
- Дональд Дак и горилла (1944)
- Три кабальеро (1944)
- Tuberculosis (1945)
- Песня Юга (1946)
- Дилемма Дональда (1947)
- Wide Open Spaces (1947)
- Весёлые и беззаботные (1947)
- Капли свели Дональда с ума (1948)
- Голос Мечты Дональда (1948)
- Время мелодий (1948)
- Однажды зимой (1948)
- The Trial of Donald Duck (1948)
- Так дорого моему сердцу (1948)
- Приключения Икабода и мистера Тоада (1949)
- Золушка (1950)
- Алиса в Стране чудес (1951)
- Сьюзи — маленькая голубая машинка (1952)
- Питер Пэн (1953)
- Леди и Бродяга (1955)
- Спящая красавица (1959)
- 101 далматинец (1961)
- Дональд и колесо (1961)
- Меч в камне (1963)
- Мэри Поппинс (1964)
- Винни-Пух и медовое дерево (1966)
- Книга джунглей (1967)
- Винни-Пух и день забот (1968)
- Коты-аристократы (1970)
- Набалдашник и метла (1971)
- Робин Гуд (1973)
- Винни-Пух, а с ним и Тигра! (1974)
- Приключения Винни (1977)
- Спасатели (1977)
- Лис и пёс (1981)
- Винни Пух и День рождения Иа (1983)
- Рождественская история Микки (1983)
- Чёрный котёл (1985)
- Великий мышиный сыщик (1986)